# Culladia cuneiferellus
Culladia cuneiferellus là một loài bướm đêm trong họ Crambidae.